# Mendoncia klugii
Mendoncia klugii är en akantusväxtart som beskrevs av Emery Clarence Leonard. Mendoncia klugii ingår i släktet Mendoncia och familjen akantusväxter. Inga underarter finns listade i Catalogue of Life.